# Anton Colijn
Antonie Hendrikus Colijn (Ambarawa, 13 april 1894 – Muntok, 11 maart 1945) was een Nederlandse amateur-bergbeklimmer die in 1936 de Carstensz-expeditie leidde die als eerste het Carstenszgebergte op Nieuw-Guinea bedwong.

## Leven
Colijn werd geboren in Ambarawa in Centraal-Java als de oudste van drie kinderen van de latere premier Hendrikus Colijn. Tot 1904 woonde hij in Nederlands-Indië. Hij studeerde rechten aan de Vrije Universiteit, en promoveerde in 1919 aldaar in de rechtswetenschap onder begeleiding van J.G.Ch. Volmer op een proefschrift getiteld 'Het Taylor-stelsel'. Daarna trad hij in dienst bij de Koninklijke Nederlandsche Petroleum Maatschappij. Hij werkte meest buiten Nederland: op Curaçao, in de Verenigde Staten, in Roemenië, en in de jaren 30 in Nederlands-Indië.
In 1936 was hij een medewerker van de NNGPM (Nederlandsch Nieuw-Guinea Petroleum Maatschappij), een dochter van Royal Dutch Shell, toen hij het idee opvatte het Carstenszgebergte, de hoogste pieken van Nederlands-Nieuw-Guinea, te beklimmen. Eind oktober van dat jaar vertrok hij met Frits Wissel en Jean Jacques Dozy, eerst met prauwen stroomopwaarts, daarna te voet. Ze werden bevoorraad vanuit vliegtuigen van de NNGPM, die op dat moment vanuit de lucht haar gehele concessiegebied in kaart aan het brengen was. Op 5 december bereikte het trio de top van de Ngga Pula, maar een poging ook de Carstensz-piramide te bedwingen mislukte door sneeuwval. Toch moet de tocht als een succes worden gezien - eerdere expedities waren er niet eens in geslaagd de Carstensz-piramide te bereiken.
Ten tijde van de Japanse inval in Nederlands-Indië was Anton als reserve-kapitein gestationeerd op Tarakan, een eilandje ten oosten van Borneo. Voordat het eiland werd ingenomen, hielp hij de olie-installaties te vernietigen en werd hij na de overgave en Japanse ondervragingen, samen met KNIL-kapitein G.L. Reinderhoff onder Japanse bewaking naar Balikpapan gezonden in een kleine motorsloep, om een ultimatum voor de legercommandant daar om de olie-installaties niet te vernietigen, over te brengen. Daarop werd hij naar Java gezonden. Toen ook dat veroverd dreigde te worden, trachtte hij naar Ceylon te vluchten, maar zijn schip werd door de Japanners gebombardeerd. Hij bereikte de kust van Sumatra, maar werd gevangengezet in een interneringskamp in Palembang. Op 11 maart 1945 stierf hij door uitputting en ziekte in een ander interneringskamp op Banka. Postuum werd hij onderscheiden met de Bronzen Leeuw.
Hij trouwde in 1919 met jkvr. Aaltje van de Poll (1892-1988), telg uit de familie Van de Poll en een zus van de latere burgemeester van Elburg en van Heerde jhr. Willem Hendrik van de Poll (1906-1961). Ook zijn vrouw en dochters verbleven in interneringskampen. Zij overleefden de oorlog. Helen Colijn (1920-2006), een dochter van Anton Colijn, schreef een boek, De Kracht van een Lied, overleven in een vrouwenkamp, waarop de film Paradise Road uit 1997 is gebaseerd.